# KoleXXXion
Albums par DJ Premier
DJ Premier Presents Get Used to Us
(2008)
Albums par Bumpy Knuckles
Lyrical Workout
(2011) Ambition
(2012)
Singles
1. B.A.P. (Bumpy And Premier)
Sortie : 28 octobre 2011
2. wEaRe aT WaR
Sortie : 13 janvier 2012
3. Shake the Room
Sortie : 21 février 2012

KoleXXXion est un album collaboratif de DJ Premier et Bumpy Knuckles, sorti le 27 mars 2012.
Tous les titres sont produits par DJ Premier, à l'exception de Word Iz Bond, produit par Bumpy Knuckles.
L'album s'est classé 10e du Top Heatseekers, 22e au Top Rap Albums, 31e au Top R&B/Hip-Hop Albums, 33e au Top Independent Albums et 195e au Billboard 200.

## Liste des titres
| No  | Titre                                              | Contient un (des) sample(s) de | Durée |
| --- | -------------------------------------------------- | --- | ----- |
| 1.  | My Thoughts                                        | Sad Message de Jerry Goldsmith | 4:03  |
| 2.  | Shake the Room (featuring Flavor Flav)             | | 3:52  |
| 3.  | B.A.P. (Bumpy And Premier)                         | | 5:19  |
| 4.  | eVrEEbOdEE                                         | The Rainmaker de The 5th Dimension | 2:17  |
| 5.  | wEaRe aT WaR                                       | Buck Whylin' de Terminator X featuring Chuck D et Sister Souljah                                                                         | 3:26  |
| 6.  | P.A.I.N.E. (Pressure At Industry Expense)          | | 4:30  |
| 7.  | The Life                                           | | 3:49  |
| 8.  | F.Y.P.A.U. (Fuck Your Punk Ass Up)                 | Shame on a Nigga de Wu-Tang Clan The Anthem de Sway & King Tech, RZA, Eminem et Pharoahe Monch featuring Kool G Rap, Chino XL et KRS-One | 2:59  |
| 9.  | D'Lah                                              | | 4:27  |
| 10. | More Levels                                        | One Day de Jeru the Damaja Bring It to the Cypher de KRS-One featuring Truck Turner Hip Hop de Royce da 5'9"                             | 4:50  |
| 11. | GrEaTnEsS                                          | Stronger de Kanye West | 2:47  |
| 12. | EyEnEvErPuTmY4cUsAwAy                              | | 4:21  |
| 13. | Turn Up the Mic (DJ Premier Remix) (featuring Nas) | | 3:32  |
| 14. | The Key                                            | | 3:00  |
| 15. | OwNiT                                              | It's So Easy de Jackie Jackson | 2:37  |
| 16. | The Gang Starr Bus                                 | | 2:55  |
| 17. | Word Iz Bond                                       | | 4:09  |

| 18. | UnDaGrOuNdGoOn | 2:03 |
| 19. | Mic & Gun      | 4:00 |